# دوره امپراتوری روم (گاه‌شماری)

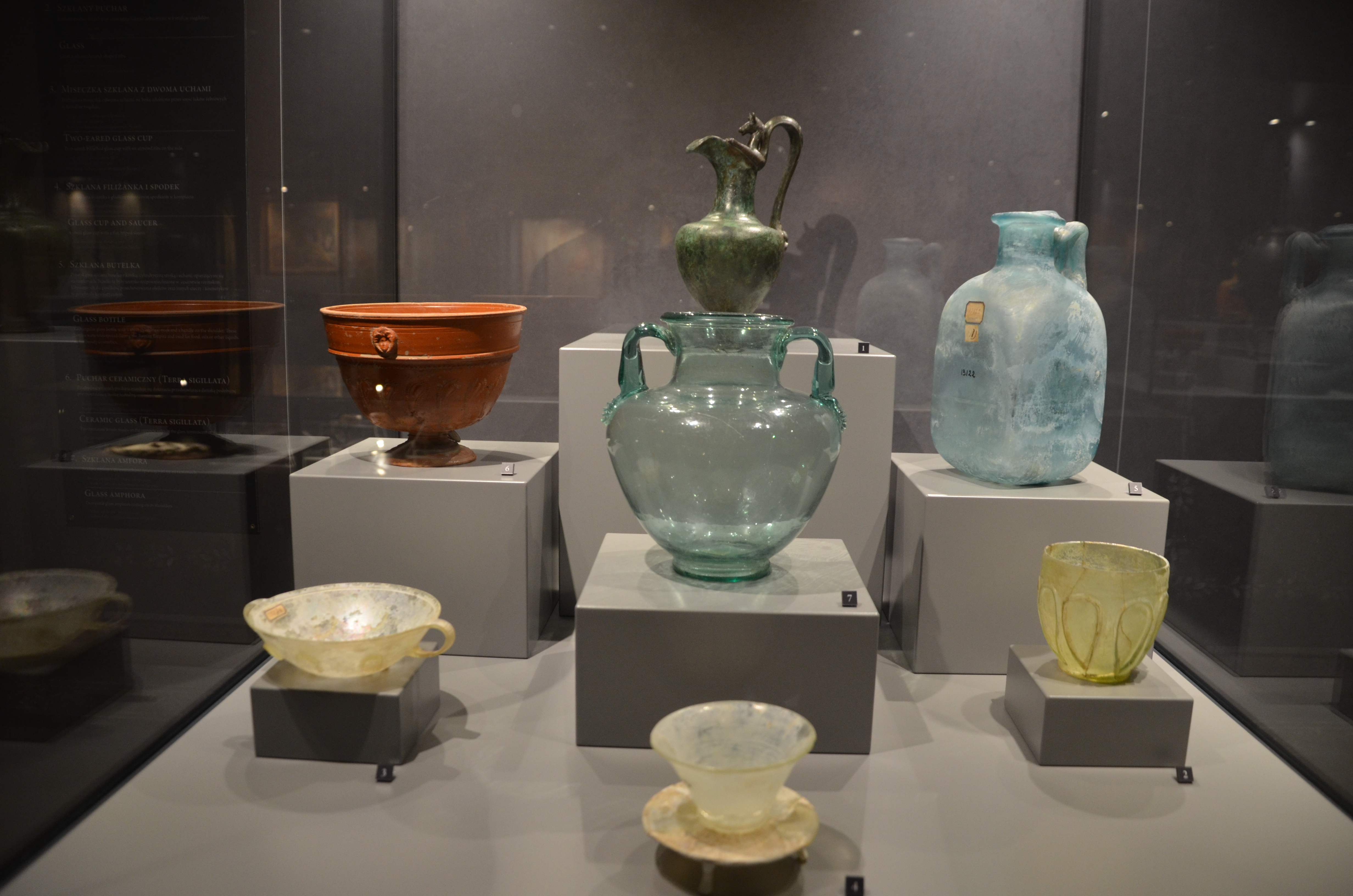
تصویر ظروف شیشه‌ای متعلق به پمپئی روم باستان، قرن یک پس از میلاد

دوره امپراتوری روم (انگلیسی: Roman imperial period) گسترش نفوذ سیاسی و فرهنگی امپراتوری روم است. این دوره با سلطنت آگوستوس (الگو:حکومت) آغاز می‌شود و در اواخر قرن سوم و اواخر قرن چهارم، با آغاز دوران باستان متأخر به پایان می‌رسد. علیرغم پایان «دوره امپراتوری روم»، امپراتوری روم تا دوران باستان متاخر و پس از آن تحت فرمانروایی امپراتور روم به حیات خود ادامه داد، به جز در امپراتوری روم غربی، که رومیان تحت حاکمیت آن بودند. کنترل سیاسی و نظامی در طول قرن پنجم از دست رفت.